# 斯堪尼亞N113型巴士
斯堪尼亞N113型巴士（亦稱作紳佳N113型／世冠N113型）是瑞典斯堪尼亞設計的後置引擎巴士底盤，用以取代斯堪尼亞N112型。於1988年推出的N113底盤尚未採用低地台設計，但就因應日益受到重視的環保需要，特別採用當時還不普及的環保柴油引擎。

## 設計
N113底盤採用後置引擎設計，可安裝單層或雙層巴士的車身，除了因應不同長度而有兩軸及三軸的型號，還有單層鉸接巴士的版本。N113底盤有10.5米、11.3米、11.45米及12米的長度，其中11.45米及12米底盤採用三軸設計。N113採用斯堪尼亞DS11或DSC11的11公升柴油引擎，配用斯堪尼亞或福伊特的波箱。

## 香港
九龍巴士於1990年代初期開始測試環保引擎巴士，除了在兩輛空調巨龍11米安裝符合歐盟一期的吉拿LG1200引擎進行測試之外，也計劃引進首批全新製造的環保引擎巴士，九龍巴士於是在1993年透過代理商安佳集團向斯堪尼亞汽車購入兩輛裝配亞歷山大車身的N113型雙層巴士進行試驗。這兩輛新引入的N113獲編配車隊編號AS1（車牌：FU482）及AS2（車牌：FU2948）。這兩輛N113型空調雙層巴士的底盤是11.45米長的三軸版本，車尾引擎室的右側裝有達到歐盟一期排放規格的11公升DS11-74柴油引擎，輸出馬力274匹，引擎室的左側為福伊特提供的DIWA863全自動波箱，並通過傳動軸驅動尾軸。N113雙層巴士與同時期的富豪奧林比安及丹尼士巨龍在佈局上的最大的分別是散熱水箱不是在車頭位置，而是位於底盤中軸前方的右側，並以電力驅動散熱系統，可大幅降低散熱風扇的噪音傳入車廂，令車廂格外寧靜。這兩輛樣辦車於蘇格蘭亞歷山大車身廠安裝亞歷山大RH型車身。兩車於1993年運抵香港，九龍巴士當時以「進步環保巴士」宣傳這兩輛N113空調雙層巴士，並於同年10月投入服務。N113的外觀雖然與九龍巴士在同期大量使用的富豪奧林比安甚為相似，但N113在行車時產生的噪音卻明顯比其他車型細小，對比丹尼士巨龍因車頭散熱風扇抽風聲音響亮而被形容為「車未到，聲先到」，N113巴士在身旁駛過卻是猶如輕風吹過一樣寧靜。
九龍巴士對這兩輛N113巴士的性能感到滿意，於是在1996年向新任代理商福方集團增訂20輛同型號巴士，但改用提升至歐盟二期排放規格的DSC11-24柴油引擎。第二批N113繼續採用亞歷山大RH型車身，但車身的組裝改在九巴屯門車廠進行。車廂的座位改為較寬闊的2+2安排，總載客量因此減少。第二批巴士的空調系統改由日本電裝提供，雖然空調的製冷效能較高，可是這套空調系統發出的送風聲響明顯大於先前的兩輛樣辦車，令第二批N113的車廂環境不如之前兩輛樣辦車寧靜。
斯堪尼亞開發的N113雖然率先配備有環保引擎，但底盤的設計導致地台偏高是本車型作為市區巴士的明顯缺點。由於N113的散熱水箱位於車身後半部的地台下方，驅動軸又沒有採用下置式的U字形設計，導致巴士的地台難以降低。此外，九龍巴士的N113因為要安裝空調系統，所以裝配車身後的N113雙層巴士高度達到4.5米，為香港法例對巴士全高的上限，也是當時香港巴士車款中最高身的型號。N113的地台高度較同期在香港使用的後置引擎雙層巴士為高，位於車頭的上客車門，梯級如同前置引擎的利蘭勝利二型共有兩級，比同樣裝配亞歷山大車身的富豪奧林比安高出一級，車頭鬼面罩與車頭擋風玻璃的距離亦較採用同款亞歷山大車身的富豪奧林比安寬。由於N113地台較高，車門梯級的每級高度也較高，令乘客登車較為不便。因為散熱水箱位於底盤中間位置，所以下層所有座位都要升高一級。九龍巴士並於1997年引入丹尼士三叉戟三型低地台雙層巴士後，香港的巴士服務逐漸走向低地台化，N113的高地台設計不符合潮流，加上N113的車價較富豪奧林比安及丹尼士巨龍昂貴，因此九龍巴士已於1996年購入第二批共20輛N113雙層巴士後就沒有再增購。
九龍巴士的N113在大部分時間都服務於將軍澳來往九龍區的路線，如98A及98D，亦有部分行走市區的2A。首輛退役的N113型雙層巴士是樣辦車AS2，於2010年3月11日晚上行駛118線期間發生機械故障，由於車齡已屆17年，九龍巴士因此放棄進行修復，成為香港首輛退役的斯堪尼亞雙層空調巴士；另一輛樣辦車AS1於2011年5月因為車齡屆滿18年而被停止載客服務，並於2011年6月20日退役。在1996年出牌的20輛N113，到服役後期全部都被調配到九巴荔枝角車廠，行駛深水埗區來往沙田、尖沙咀的路線，以及支援來往小西灣的過海巴士線。隨著各車的車齡已接近18年，餘下的N113於2014年1月至8月期間相繼退役；最後一輛N113雙層巴士（AS21，GW4537）於2014年8月22日晚上行走翌日取消的87A後，在香港行駛的N113型空調雙層巴士正式全數退役。

## 新加坡

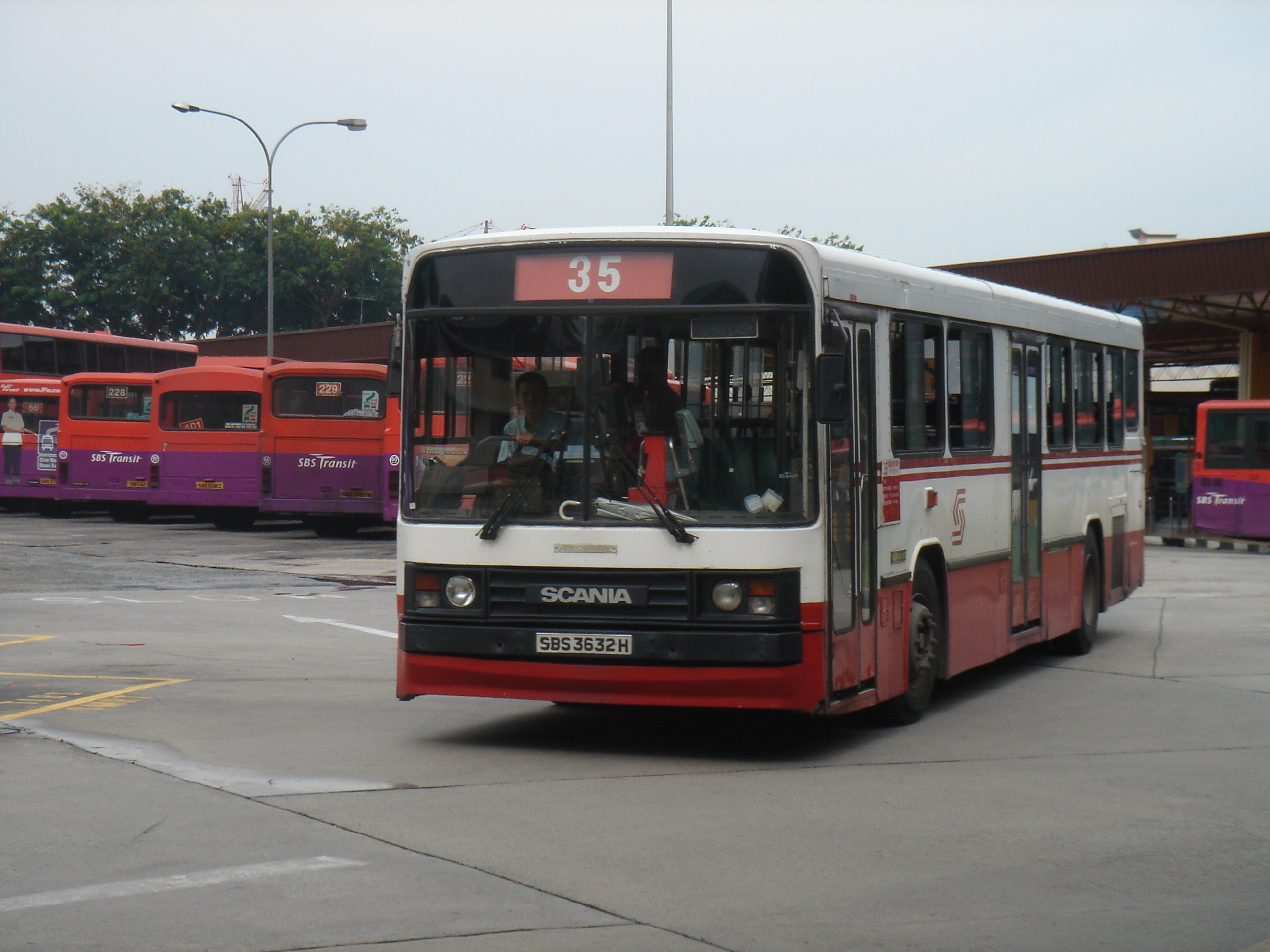
新捷運的斯堪尼亞N113CRB非空調巴士。

新加坡巴士公司（即現時的新捷運）於1989年至1990年間購入200輛配亞歷山大PS車身的N113CRB單層巴士，其中50輛（車牌SBS31L至SBS80U）為空調巴士，其餘150輛（車牌SBS3573U至SBS3722G）則不設空調設備。此款巴士與富豪B10M及梅賽德斯-賓士O405是新加坡於1980年代後期至1990年代的主力單層巴士車型。自2000年起，部分N113CRB非空調巴士（車牌SBS3581X、SBS3628X及SBS3639P至SBS3722G）被加裝空調系統，為新加坡當時其中一款「熱改冷」巴士。不設空調設備的款式，已全數於2008年12月8日退役並被拆毀；而設有空調設備的款式 （包括「熱改冷」款式），亦已全數於2009年5月退役並被拆毀。新加坡於2007年分批引進1100輛斯堪尼亞K230UB取代富豪B10M及斯堪尼亞N113單層巴士。

## 後繼產品
N113型巴士的生產線於1998年終止。單層版本由N94系列接替，但為英國市場而設的N113DRB雙層巴士一直無後繼車型，直到2002年斯堪尼亞推出N94UD OmniDekka低地台雙層巴士。
另外，斯堪尼亞於2000年為香港市場推出K94UB低地台雙層巴士，但只有一輛樣辦車出廠供應予城巴。

## 外部連結
- 香港巴士大典上的相关条目：斯堪尼亞N113